# Rue Jean-de-Pins
La rue Jean-de-Pins (en occitan : carrièra Joan de Pins) est une voie de Toulouse, chef-lieu de la région Occitanie, dans le Midi de la France.

## Situation et accès

### Description
La rue Jean-de-Pins est une voie publique. Elle traverse d'est en ouest le quartier de la Patte-d'Oie. 
La chaussée compte une voie de circulation automobile dans chaque sens. Elle appartient à une zone 30 et la vitesse y est limitée à 30 km/h. Il n'existe pas de piste, ni de bande cyclable.

### Voies rencontrées
La rue Jean-de-Pins rencontre les voies suivantes, dans l'ordre des numéros croissants :
1. Rue de Cugnaux
2. Avenue Étienne-Billières

## Odonymie
La rue est désignée, quand elle est ouverte, comme la rue Prévost. En 1895, elle est renommée en hommage à Jean de Pins (1470-1536), humaniste et figure de la Renaissance toulousaine. Il est conseiller au parlement de Toulouse et évêque de Pamiers, puis de Rieux. Il avait son hôtel particulier, un des plus beaux hôtels de la Renaissance toulousaine, au cœur de Toulouse (emplacement de l'actuel hôtel d'Antonin, no 46 rue du Languedoc).

## Patrimoine et lieux d'intérêt

### Maisons toulousaines
- no  15 : maison toulousaine (premier quart du XXe siècle)[4].
- no  20 : maison toulousaine (deuxième moitié du XIXe siècle)[5].
- no  31 : maison toulousaine (deuxième moitié du XIXe siècle)[6].
- no  33 : maison toulousaine (deuxième moitié du XIXe siècle)[7].
- no  34 : maison toulousaine (deuxième moitié du XIXe siècle)[8].
- no  39 : maison toulousaine (premier quart du XXe siècle)[9].
- no  45 : maison toulousaine (premier quart du XXe siècle)[10].
- no  49 : maison toulousaine (premier quart du XXe siècle)[11].

### Autres maisons
- no  16 : maison (premier quart du XXe siècle)[12].
- no  27 : immeuble (1934)[13].
- no  30 : maison (premier quart du XXe siècle)[14].